# 마사모리 세이지
마사모리 세이지(일본어: 正森 成二, 1927년 1월 19일 ~ 2006년 10월 18일)는 일본의 변호사 (자유법조단), 일본 공산당 중의원 의원이다.

## 인물
효고현 출신으로 (구) 고베 제일 중학교와 (구) 시즈오카 고등학교를 거쳐 도쿄 대학 법학부를 졸업했다. 변호사 시절에는 대교조 (대학 교육 노동조합)의 근평 (근무 평가) 투쟁 사건의 주임 변호사 등을 담당했다. 1972년 (쇼와 47년), 제33회 중의원 의원 총선거 오사카 1구에서 첫 당선되었다.
원래는 반당 활동에서 제명된 시가 요시오의 지반이 있어 그 영향의 해소에 주력했다. 이후 9회 연속 당선된다.
그동안 중의원에서 중의원 법무위원회와 예산위원회에 소속되어 일하다가 재무위원회, 법무위원회, 결산 행정 감시 위원회, 오키나와 및 북방 특별 내각 위원회의 이사, 종교 법인에 관한 특별위원회 위원, 재판관 탄핵 재판소 재판관으로 일했다.
일본 공산당에서는 당 중앙위원, 법무부 회장 의원 은퇴 후 명예 임원이 되었다.
1988년 (쇼와 63년) 마사모리가 예산위원회에서 과격파 문제에 대해 질의 중 갑자기 당시 예산위원장이었던 자유민주당 (일본) 소속 하마다 고이치가 이 질문에 개입하여 1개월 간 위원회의 심의가 공전한 끝에 하마다 고이치 위원장을 사임시킨 전력이 있다.

## 생애
- 1972년 12월 10일 : 제33회 일본 중의원 의원 총선거 당시 오사카 1구에서 첫 당선
- 1976년 12월 5일 : 제34회 일본 중의원 의원 총선거에서 재선
- 1979년 10월 7일 : 제35회 일본 중의원 의원 총선거에서 3선
- 1980년 6월 22일 : 제36회 일본 중의원 의원 총선거에서 4선
- 1983년 12월 18일 : 제37회 일본 중의원 의원 총선거에서 5선
- 1986년 7월 6일 : 제38회 일본 중의원 의원 총선거에서 6선
- 1990년 2월 18일 : 제39회 일본 중의원 의원 총선거에서 7선
- 1993년 7월 18일 : 제40회 일본 중의원 의원 총선거에서 8선
- 1996년 10월 20일 : 제41회 일본 중의원 의원 총선거에서 9선 (선거 제도가 바뀌어, (구) 오사카 1구에서 비례 주쿄 블록으로 옮겨서 당선되었다.)
- 1997년 10월 30일 : 중의원 국회의 의결에 의한 의원 재직 25년 근속 표창 수상
- 1997년 11월 6일 : 건강상의 이유로 의원직 은퇴
- 2006년 10월 18일 : 오전 9시 40분 다발성 장기 부전으로 오사카의 병원에서 79세로 세상을 떠났다.

## 정치 활동
- 선택적 부부 별성 제도 도입에 참여하였다. (우리나라는 부부 별성 제도가 일반화되어 있지만, 일본이나 서구권에서는 부부가 결혼하면 아내가 남편의 성으로 바뀌게 되어 여성 단체나 인권 관련 기관 등의 몇몇 사회에서 양성 평등의 인권 문제가 제기되고 있었다. 이 때 일본에서 선택적 부부 별성 제도에 관한 도입이 이루어진 것이다.)

## 저서
- 큰 눈동자로
- 한 길로 (一路)
- 질문하는 사람, 도망가는 사람

## 가족
- 마사모리 가즈야 (아들) - 불교 대학 강사 및 사회 복지 법인 이사. 2011년 4월 오사카부 스이타시 시장 선거에 일본 공산당의 추천으로 출마했지만 낙선되었다.